# Pycnophyes furugelmi
Pycnophyes furugelmi is een soort in de taxonomische indeling van de stekelwormen.
De diersoort behoort tot het geslacht Pycnophyes en behoort tot de familie Pycnophyidae. De wetenschappelijke naam van de soort werd voor het eerst geldig gepubliceerd in 1999 door Adrianov.